# Гиг VIII де Ла Тур дю Пэн
Гиг V де ла Тур дю Пэн (1309 — 26 августа 1333) — дофин Вьеннуа (под именем Гиг VIII), полководец.

## Биография
Сын дофина Жана II и Беатрисы Венгерской. Наследовал отцу в 10-летнем возрасте и до 1323 года правил под опекой дяди - епископа Меца Генриха Дофина.
В 1325 году (в возрасте 16 лет) одержал победу над савоярами при Варе и опустошил восточную часть Савойского графства.
В 1326 году унаследовал сеньорию Монлюэль.
В битве при Касселе (1328 год), в которой были разгромлены отряды фламандских ткачей, командовал Седьмым корпусом (12 знамён) французских войск.
Всё время своего самостоятельного правления Гиг VIII воевал с графами Савойи. Во время осады савойского замка Ла-Перьер 26 августа 1333 года он был смертельно ранен и в тот же день умер.
Гиг VIII был женат с 1326 года на Изабелле, дочери французского короля Филиппа V. Детей в этом браке не было. Ему наследовал брат — Умберт II.
Незаконнорожденный сын Гига VIII Жан в 1349 г. получил от дяди сеньорию Шато-Виллен.